# Žabnica (Kranj, Slovenija)
Žabnica je naselje u slovenskoj Općini Kranju. Žabnica se nalazi u pokrajini Gorenjskoj i statističkoj regiji Gorenjskoj. 

## Stanovništvo
Prema popisu stanovništva iz 2002. godine naselje je imalo 323 stanovnika.